# Кронштадтский морской завод
АО «Кронштадтский Морской завод» — российская компания, занимающаяся ремонтом и сервисным обслуживанием военных и гражданских судов, а также ремонтом судовых газотурбинных установок, дизельных двигателей, комплексной металлообработкой, цинкованием, малярными работами. Завод основан в 1858, что делает его одним из старейших судоремонтных предприятий России. Находится в Кронштадте Санкт-Петербурга.
Имея мощную энергетическую базу и техническую оснащённость, уникальные гидротехнические сооружения (4 действующих сухих дока, гавани, оборудованные причалы), является крупнейшим судоремонтным комплексом Северо-запада. Общая протяженность стапельных оснований — 750 метров, что позволяет проводить доковый ремонт кораблей и судов длиной до 230 метров и водоизмещением до 40 тыс. тонн.

## История

### Название
Основан: 1858
- 1858 — Пароходный завод
- 1922 — Кронштадтский судоремонтный завод им. М. И. Мартынова[2]
- 1929 — Кронштадтский Морской завод
- 1932 — Морской завод Главвоенпорта Балтийского моря (Морской завод)
- 1944 — Кронштадтский ордена Ленина Морской завод (КОЛМЗ)
- 1974 — КМОЛЗ
- 1997 — ФГУП «Кронштадтский Морской завод» Министерства обороны Российской Федерации
- 2008—2010 — работа завода была приостановлена
- 2010 — ФГУП «Кронштадтский Морской завод» Министерства обороны Российской Федерации
- 2015 — Акционерное общество «Кронштадтский морской завод»

### Российская Империя
Создание в Кронштадте Пароходного завода было вызвано стремительным развитием железного пароходостроения и потребностью России в собственном пароходостроительном и ремонтном предприятии для нужд отечественного военно-морского флота. Строительство завода продолжалось с 1847 по 1858 гг. Автор проекта: архитектор Строительной части Морского министерства академик А. С. Кудинов. Предназначение завода было определено ко времени окончания его строительства: основная задача предприятия заключалась в «исправлении механизмов паровых судов».
Официальная дата начала работы предприятия: 4 (16) марта 1858 г. На протяжении всей своей истории завод был и остается главной ремонтной базой Балтийского флота.
С деятельностью Пароходного завода (1858—1922) связаны все основные вехи развития русского флота середины XIX и первой четверти XX столетия. В начале 1860-х гг. завод занимался переоснащением уже существующих парусных кораблей Балтийского флота в паровые (на линейных кораблях «Цесаревич» и «Синоп», пароходофрегате «Олег» и «Скорый»), был пионером по изготовлению нарезной артиллерии для крепостей и флота, стоял у истоков броненосного судостроения (на заводе изготовили броню и обшили первый отечественный железный броненосный корабль канонерскую лодку «Опыт», обшивали броней и достраивали плавучие батареи «Первенец», «Не тронь меня», «Кремль»).
В дальнейшем сложилось разделение труда: закладка и строительство броненосцев и других кораблей осуществлялась на верфях Санкт-Петербурга, достройка, наладка и доводка производилась в Кронштадте с участием Пароходного завода. В конце 1860-х — середине 1870-х гг. этапным для ранней деятельности Пароходного завода событием стало участие его работников в строительстве и достройке первого в мире брустверно-башенного броненосца «Петр Великий», сильнейшего корабля своего времени.
Завод также участвовал в экспериментах с первыми отечественными торпедами И. Ф. Александровского, в создании и развитии миноносного и подводного флотов. В годы русско-японской войны (1904—1905) на Пароходном заводе готовились к походу корабли 2-й и 3-й Тихоокеанских эскадр. В период Первой мировой войны (1914—1918) завод осуществлял достроечные работы новых линейных кораблей («Севастополь», «Петропавловск», «Гангут», «Полтава», эсминцев типа «Новик», подводных лодок типа «Барс»), а также сложный ремонт и комплексное переоборудование всех боевых кораблей Балтийского флота.
Продукция завода неоднократно удостаивалась высших наград на российских и международных промышленных и морских выставках.
С деятельностью литейщиков Пароходного завода связаны многочисленные памятники Кронштадта: чугунная мостовая на Пеньковом мосту, являющаяся уникальным образцом дорожного строительства XIX века; ограда Летнего сада (1873 г.) и Петровского парка (1883 г.), бронзовые детали на памятнике клиперу «Опричник» (1873 г.), детали главного купола Морского собора (1911 г.). В 1912 г. всего за два с небольшим месяца был спроектирован и построен Макаровский мост, впоследствии ставший одним из символов города.

### Советское время
В годы Гражданской войны 1918—1920 на заводе ремонтировались и перевооружались корабли Балтийского флота, вернувшиеся из Ледового похода (1918 г.) из Гельсингфорса и Ревеля, после чего часть из них была включена в состав Действующего отряда Балтийского флота, выступившего против англо-французской эскадры, блокировавшей Кронштадт.
В годы первых пятилеток Морской завод стал единственной ремонтной базой для кораблей Балтийского флота, а также проводил большой объём судоремонтных работ на судах гражданского назначения. Значительными вехами в истории завода стали скоростные доковые ремонты легендарных ледоколов «Красин», подготовленного для отправки на помощь челюскинцам (1934 г.), и «Ермак», отремонтированного для спасения арктической экспедиции И. Д. Папанина (1938 г.)
Беспримерным подвигом отмечен труд работников Морского завода в период Великой Отечественной войны и Ленинградской блокады. В годы войны деятельность завода не останавливалась ни на минуту. Завод беспрерывно ремонтировал корабли, подводные лодки, тральщики, транспорты, катера, оснащал их боевой техникой, выполнял специальные заказы для фронта и тыловых учреждений (например, был налажен выпуск миномётов, гранат, штыков, сапёрных лопат, колёсных станков для станковых пулемётов, колючей проволоки и т. д.). Строились плавучие доты, сани для артиллерийских орудий и пулемётов, бронированные береговые доты и дзоты, плавающие артиллерийские и пулемётные огневые точки (на базе понтонов и плотов).
К концу Великой Отечественной войны завод стал крупнейшим судоремонтным предприятием страны.
31 мая 1944 за успешное выполнение боевых заданий командования по ремонту и вводу в строй кораблей Краснознаменного балтийского флота Указом Президиума Верховного Совета СССР Морской завод был награждён орденом Ленина.
В конце 1950-х — середине 1960-х годов на заводе была проведена масштабная реконструкция, которая превратила его в крупнейшее судоремонтное предприятие ВМС СССР. В 1970-е — 1980-е годы Морской завод оставался флагманом отечественного военного судоремонта.

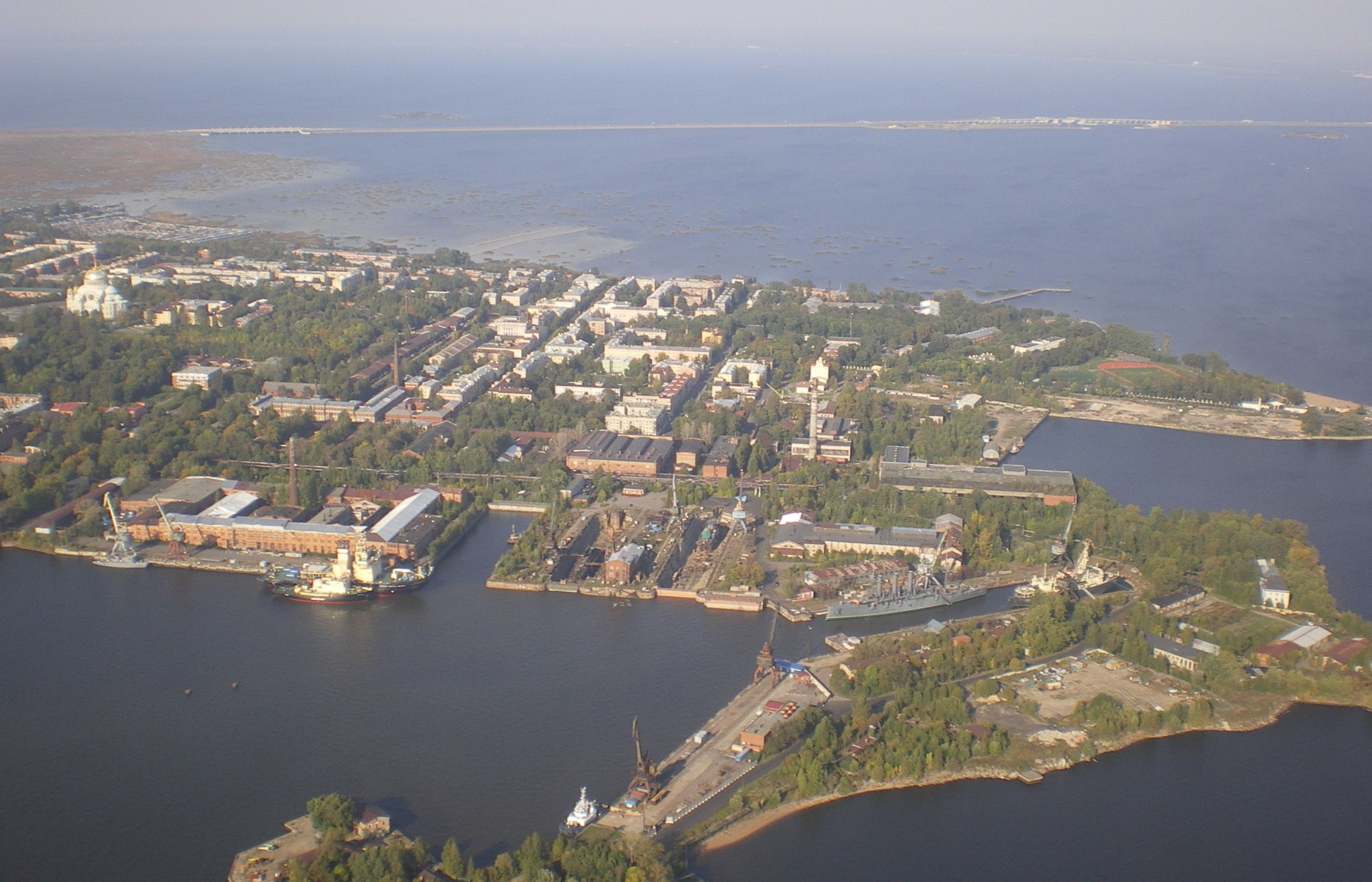
«Аврора» и «Красин» в Кроншатдте, в доке им. Велещинского

### Сегодняшний день
В период 1990-х и начала 2000-х гг. завод испытывал серьёзные финансовые и производственные трудности, вызванные сменой политического и экономического курса страны. В 2008 году деятельность предприятия была приостановлена.
С 2010 г. Кронштадтский Морской завод возобновил производственную деятельность и осуществил программу финансового оздоровления, позволившую создать условия для его возрождения и дальнейшего эффективного развития. С 2011 г. в доках и у стенок завода проходят ремонт более 50 судов и кораблей ежегодно, с 2014 г. — более 100 кораблей и судов. Развивается производственная база, разрабатывается полномасштабная программа модернизации и технического перевооружения предприятия. В 2015 г. завод акционировался, и с апреля 2016 г. вошёл в структуру государственного холдинга АО «Объединенная судостроительная корпорация».
Корабельный док имени Митрофанова Кронштадтского Морского завода был построен в рекордно короткие сроки — за 4 года в 1892—1896 годах. До 1920 года док назывался Александровским в честь памяти императора Александра III (1881—1894). Док был предназначен для помещения в него океанских крейсеров, построенных в 1880—1890-е годы для Балтийского и Тихоокеанского флотов, например, крейсера «Рюрик», с водоизмещением 12 000 т, длиной 214 м, шириной 32.5 м и высотой 8.2 м, и долгое время был крупнейшим в России. Открытие дока состоялось 19 октября 1896 года. Первым в док был введён эскадренный броненосец «Пётр Великий», сильнейший корабль своего времени.
Всего на территории Кронштадтского Морского завода находится 4 сухих дока. Три из них построены в XIX столетии. Многие механизмы (насосные станции, батопорты, затворы) исправно функционируют и в настоящее время.
- Док им. Велещинского [4] 1914 г. Длина 236 м., ширина 45.9 м., высота 10.8 м.
- Док им. Митрофанова  1896 г. Длина 214 м., ширина 32.5 м., высота 8.2 м.
- Док им. Трёх эсминцев[5] 1876 г. Длина 186 м., ширина 29.1 м., высота 8.2 м.
- Док им. Сургина[6] 1846 г. Длина 99.9 м., ширина 25.5 м., высота 6 м.

Осенью 2014 года на заводе ремонтировался ледокол «Красин». С сентября 2014 г. по июль 2016 г. завод производил ремонт и модернизацию на крейсере I ранга «Аврора». В 2022-2023 годах проходила ремонт и музеефикацию первая советская АПЛ К-3 «Ленинский комсомол».

## Руководители завода
- 1846—1848 — начало строительства — инженер генерал-майор В. П. Лебедев
- 1848—1857 — окончание строительства — полковник А. В. Модрах
- 1857—1878 — Первый управляющий завода, генерал-лейтенант корпуса инженер-механиков флота А. И. Соколов
- 1878—1886 — полковник П. И. Суйковский
- 1886—1888 — флагманский инженер-механик А. А. Поликарпов
- 1888—1896 — флагманский инженер-механик В. И. Афанасьев
- 1896—1899 — флагманский инженер-механик Е. М. Заозерский
- 1899—1905 — флагманский инженер-механик А. П. Леонтьев
- 1905—1908 — флагманский инженер-механик Т. Ф. Загуляев
- 1908—1913 — инженер-механик капитан 2 ранга Г. И. Евгеньев
- 1913—1915 — инженер-механик капитан 1 ранга П. И. Онищенко
- 1917—1920 — Ф. К. Хлестов
- 1926—1930 — И. А. Ягунов
- 1930—1934 — И. М. Есиков
- 1934—1937 — интендант 1 ранга А. И. Колпаков;
- 1937—1938 — военный инженер 1 ранга А. Е. Крачковский
- 1938—1942 — инженер-капитан 1 ранга Б. М. Волосатов
- 1942—1948 — инженер-капитан 1 ранга А. А. Бурлаков
- 1948—1951 — инженер-капитан 1 ранга И. Я. Киршенин
- 1951—1953 — инженер-капитан 1 ранга А. В. Куницын
- 1953—1958 — инженер-капитан 1 ранга А. С. Курдин
- 1958—1960 — инженер-полковник М. В. Куликов
- 1960—1964 — инженер-полковник В. А. Волков
- 1965—1968 — инженер-капитан 2 ранга А. М. Геворков
- 1968—1972 — полковник технической службы Ю. М. Васильев
- 1972—1991 — капитан 1 ранга А. Ф. Ушаков
- 1992—1998 — капитан 1 ранга В. И. Кучерявенко
- 1998—2000 — капитан 1 ранга В. М. Шорохов
- 2000—2005 — капитан 1 ранга Н. И. Шокало
- с 2010 — А. В. Белоев

## Санкции
7 апреля 2022 года, на фоне вторжения России на Украину, предприятие включено в санкционный список США как компания связанная с ранее попавшим под санкции холдингом «Объединённая судостроительная корпорация», так как холдинг «разрабатывает и строит большинство российских военных кораблей, включая и те, которые используются для обстрела городов Украины и причинения вреда гражданскому населению Украины».
19 октября 2022 года завод попал под санкции Украины так как «компания несет ответственность за поддержку действий, которые подрывают или угрожают территориальной целостности, суверенитету и независимости Украины»
По аналогичным причинам завод находится под санкциями Японии и Новой Зеландии.

## Местонахождение
Петровская ул.. Напротив завода — остановки автобуса № 3.